# Preciosíssimo Sangue de Nosso Senhor Jesus Cristo (título cardinalício)
Preciosíssimo Sangue de Nosso Senhor Jesus Cristo (em latim, Pretiosissimi Sanguinis D.N. Iesu Christi) é um título cardinalício instituído em 24 de novembro de 2007 pelo Papa Bento XVI. A igreja titular deste título é Preziosissimo Sangue di Nostro Signore Gesù Cristo a Tor di Quinto, no quartiere Tor di Quinto de Roma.

## Titulares protetores
- John Njue (2007-)